# 살림하는 남자들
《살림하는 남자들》은 매주 토요일 밤 10시 20분에 방송되는 예능 프로그램이다. 약칭은 "살림남"이다.

## 방송 시간
| 방송 채널 | 방송 시즌 | 방송 기간                         | 방송 시간                        |                                  |
| --------- | --------- | --------------------------------- | -------------------------------- | -------------------------------- |
| KBS 2TV   | 1         | 2016년 11월 8일 ~ 2017년 2월 7일  | 매주 화요일 밤 11:10 ~ 12:35     | 매주 화요일 밤 11:10 ~ 12:35     |
| KBS 2TV   | 2         | 2017년 2월 22일 ~ 2017년 6월 7일  | 매주 수요일 저녁 8:55 ~ 밤 10:00 | 매주 수요일 저녁 8:55 ~ 밤 10:00 |
| KBS 2TV   | 2         | 2017년 6월 14일 ~ 2020년 4월 1일  | 매주 수요일 저녁 8:30 ~ 밤 10:15 | 매주 수요일 저녁 8:30 ~ 밤 10:15 |
| KBS 2TV   | 2         | 2020년 4월 11일 ~ 2023년 11월 4일 | 매주 토요일 밤 9:15 ~ 10:35      |                                  |
| KBS 2TV   | 2         | 2023년 11월 8일 ~ 2024년 3월 27일 | 매주 수요일 밤 8:55 ~ 10:25      |                                  |
| KBS 2TV   | 2         | 2024년 4월 9일 ~ 2025년 8월 16일  | 매주 토요일 밤 9:20 ~ 10:40      | 매주 토요일 밤 9:20 ~ 10:40      |
| KBS 2TV   | 2         | 2025년 8월 23일 ~ 현재            | 매주 토요일 밤 10:20 ~ 11:40     | 매주 토요일 밤 10:20 ~ 11:40     |

## 방송 시리즈
| 방송 시즌 | 방송 횟수    | 방송 기간                        | 비고 |
| --------- | ------------ | -------------------------------- | ---- |
| 1         | 14부작       | 2016년 11월 8일 ~ 2017년 2월 7일 |      |
| 2         | 현재 방송 중 | 2017년 2월 22일 ~ 현재           |      |

## 역대 진행자
- 시즌 1

| 출연자 | 출연자 | 진행 기간                        | 방송회차   | 비고     |
| 남성   | 여성   | 진행 기간                        | 방송회차   | 비고     |
| ------ | ------ | -------------------------------- | ---------- | -------- |
| 김승우 | 빈칸   | 2016년 11월 8일 ~ 2017년 2월 7일 | 1회 ~ 14회 | 단독진행 |

- 시즌 2

| 출연자 | 출연자   | 진행 기간                        | 방송회차      | 비고                    |
| 남성   | 여성     | 진행 기간                        | 방송회차      | 비고                    |
| ------ | -------- | -------------------------------- | ------------- | ----------------------- |
| 홍혜걸 | 여에스더 | 2017년 2월 22일 ~ 2017년 6월 7일 | 1회 ~ 16회    |                         |
| 최양락 | 팽현숙   | 2017년 6월 14일 ~ 2021년 1월 2일 | 17회 ~ 185회  | 역대 최장 기간 진행     |
| 최수종 | 하희라   | 2021년 1월 9일 ~ 2022년 4월 30일 | 186회 ~ 249회 |                         |
| 박준형 | 김지혜   | 2022년 5월 7일 ~ 2024년 3월 27일 | 250회 ~ 339회 |                         |
| 은지원 | 백지영   | 2024년 4월 6일 ~ 현재            | 340회 ~현재   | 처음 부부가 아닌 진행자 |

## 스페셜 MC
| 출연진                    | 방송 기간        | 방송 회차 | 비고  |
| ------------------------- | ---------------- | --------- | ----- |
| 한그루                    | 2024년 11월 23일 | 369회     |       |
| 양지은                    | 2024년 11월 30일 | 370회     |       |
| 양지은                    | 2024년 12월 7일  | 371회     |       |
| 윤태진                    | 2024년 12월 7일  | 371회     |       |
| 권은비                    | 2024년 12월 14일 | 372회     |       |
| 전유진                    | 2024년 12월 28일 | 373회     |       |
| 시은 (스테이씨)           | 2025년 1월 4일   | 374회     |       |
| 김태연                    | 2025년 1월 4일   | 374회     |       |
| 김태연                    | 2025년 1월 18일  | 375회     |       |
| 남보라                    | 2025년 1월 25일  | 376회     |       |
| 윤은혜 (베이비복스)       | 2025년 2월 1일   | 377회     | [ 2 ] |
| 한보름                    | 2025년 2월 8일   | 378회     |       |
| 경수진                    | 2025년 2월 15일  | 379회     | [ 3 ] |
| 효연 (소녀시대)           | 2025년 2월 22일  | 380회     |       |
| 오세영                    | 2025년 3월 1일   | 381회     |       |
| 정은혜                    | 2025년 3월 8일   | 382회     |       |
| 박지원 (fromis_9)         | 2025년 3월 15일  | 383회     |       |
| 오해원 (엔믹스)           | 2025년 3월 22일  | 384회     |       |
| 오해원 (엔믹스)           | 2025년 3월 29일  | 385회     |       |
| 최상아                    | 2025년 3월 29일  | 385회     |       |
| 강혜연                    | 2025년 4월 5일   | 386회     |       |
| 신지 (코요태)             | 2025년 4월 5일   | 386회     |       |
| 신지 (코요태)             | 2025년 4월 12일  | 387회     |       |
| 신지 (코요태)             | 2025년 4월 19일  | 388회     |       |
| 신지 (코요태)             | 2025년 5월 24일  | 393회     |       |
| 송가인                    | 2025년 4월 19일  | 388회     |       |
| 송가인                    | 2025년 8월 16일  | 405회     |       |
| 츄                        | 2025년 4월 26일  | 389회     |       |
| 나나 (WOOAH)              | 2025년 5월 3일   | 390회     |       |
| 함은정 (티아라)           | 2025년 5월 10일  | 391회     |       |
| 김태연                    | 2025년 5월 17일  | 392회     |       |
| 김동준                    | 2025년 5월 24일  | 393회     | [ 4 ] |
| 방지민 (izna)             | 2025년 5월 31일  | 394회     |       |
| 정세비 (izna)             | 2025년 5월 31일  | 394회     |       |
| 리아 (ITZY)               | 2025년 6월 7일   | 395회     |       |
| 유나 (ITZY)               | 2025년 6월 7일   | 395회     |       |
| 츠키 (빌리)               | 2025년 6월 14일  | 396회     |       |
| 츠키 (빌리)               | 2025년 7월 19일  | 401회     |       |
| 원희 (ILLIT)              | 2025년 6월 21일  | 397회     |       |
| 백지헌 (fromis_9)         | 2025년 6월 28일  | 398회     |       |
| 김유연 (tripleS)          | 2025년 7월 5일   | 399회     |       |
| 메이 (SAY MY NAME)        | 2025년 7월 12일  | 400회     |       |
| 최예나                    | 2025년 7월 19일  | 401회     |       |
| 수빈 (투모로우바이투게더) | 2025년 7월 26일  | 402회     |       |
| 주연 (더보이즈)           | 2025년 8월 2일   | 403회     |       |
| 김원희                    | 2025년 8월 9일   | 404회     | [ 5 ] |
| 지유 (KiiiKiii)           | 2025년 8월 9일   | 404회     |       |
|                           | 2025년 8월 23일  | 406회     |       |

## 출연진

### 시즌 1
- 김정태
- 봉태규
- 문세윤
- 손태영

### 시즌 2
| 출연진        | 관계 | 가족                                                                                    | 방송 기간               | 비고            |
| ------------- | ---- | --------------------------------------------------------------------------------------- | ----------------------- | --------------- |
| 박서진        | 가족 | 아버지 : 박경상, 어머니 : 김유미, 이복형 : 박효영, 이부누나, 여동생 : 박효정 (1999년생) | 2024년 1월 24일 ~ 현재  | 스튜디오 출연진 |
| 이민우        | 가족 | 아버지, 어머니, 누나 : 이영미 (1972년생)                                                | 2024년 6월 1일 ~ 현재   |                 |
| 박영규        | 가족 | 아내 이윤주, 딸 : 조아라                                                                | 2024년 10월 12일 ~ 현재 |                 |
| 지상렬        | 없음 | 없음                                                                                    | 2025년 1월 25일 ~ 현재  |                 |
| 지누 & 임사라 | 가족 | 아내, 아들                                                                              | 2025년 6월 28일 ~ 현재  |                 |

### 하차 출연진
| 출연진            | 관계   | 가족                                                                | 방송 기간                           | 비고                       |
| ----------------- | ------ | ------------------------------------------------------------------- | ----------------------------------- | -------------------------- |
| 정원관 & 김근혜   | 부부   | 딸: 정아린                                                          | 2017년 2월 22일 ~ 2017년 5월 31일   |                            |
| 백일섭            | 졸혼   | 슬하 1남 1녀                                                        | 2017년 2월 22일 ~ 2017년 6월 28일   |                            |
| 백일섭            | 졸혼   | 슬하 1남 1녀                                                        | 2021년 2월 27일                     |                            |
| 일라이 & 지연수   | 이혼   | 아들 : 김민수                                                       | 2017년 1월 7일 ~ 2017년 7월 5일     | 현재 이혼함                |
| 故이외수          | 졸혼   | 아들 : 이한얼, 이진얼                                               | 2017년 7월 5일 ~ 2017년 8월 23일    | 2022년 사망                |
| 송재희 & 지소연   | 부부   | 딸                                                                  | 2017년 8월 30일 ~ 2018년 2월 28일   |                            |
| 민우혁 & 이세미   | 부부   | 아들 : 박이든, 딸 : 박이음                                          | 2017년 7월 12일 ~ 2018년 7월 11일   |                            |
| 류필립 & 미나     | 부부   | 없음                                                                | 2018년 2월 28일 ~ 2018년 9월 12일   |                            |
| 김동현 & 송하율   | 부부   | 아들 : 김단우, 딸 : 김연우                                          | 2018년 7월 18일 ~ 2018년 11월 28일  |                            |
| 김성수            | 부녀   | 딸 : 김혜빈                                                         | 2018년 9월 19일 ~ 2019년 10월 2일   |                            |
| 김승현 &장정윤    | 부부   | 아버지 : 김언중, 어머니 : 백옥자, 동생 : 김승환, 딸 : 김수빈,김리윤 | 2017년 5월 31일 ~ 2020년 7월 11일   |                            |
| 김승현 &장정윤    | 부부   | 아버지 : 김언중, 어머니 : 백옥자, 동생 : 김승환, 딸 : 김수빈,김리윤 | 2021년 3월 6일                      |                            |
| 김승현 &장정윤    | 부부   | 아버지 : 김언중, 어머니 : 백옥자, 동생 : 김승환, 딸 : 김수빈,김리윤 | 2022년 5월 7일                      |                            |
| 김승현 &장정윤    | 부부   | 아버지 : 김언중, 어머니 : 백옥자, 동생 : 김승환, 딸 : 김수빈,김리윤 | 2022년 6월 4일                      |                            |
| 김가온 & 강성연   | 이혼   | 아들 : 김시안, 김해안                                               | 2020년 3월 11일 ~ 2020년 11월 14일  | 현재 이혼함                |
| 김일우            | 빈칸   | 없음                                                                | 2020년 5월 30일 ~ 2021년 4월 24일   |                            |
| 윤주만 & 김예린   | 부부   | 딸 : 윤태리                                                         | 2020년 8월 15일 ~ 2021년 5월 8일    |                            |
| 조영남            | 이혼   | 슬하 1남 1녀                                                        | 2021년 6월 5일 ~ 2021년 6월 12일    |                            |
| 양준혁 & 박현선   | 부부   | 딸:양이재                                                           | 2021년 1월 2일 ~ 2021년 8월 7일     |                            |
| 김제덕            | 빈칸   | 없음                                                                | 2021년 8월 21일 ~ 2021년 8월 28일   | 2020 도쿄 올림픽 특집 출연 |
| 팝핀현준 & 박애리 | 부부   | 어머니 : 양혜자, 딸 : 남예술                                        | 2019년 11월 6일 ~ 2021년 10월 30일  |                            |
| 팝핀현준 & 박애리 | 부부   | 어머니 : 양혜자, 딸 : 남예술                                        | 2022년 6월 4일                      |                            |
| 팝핀현준 & 박애리 | 부부   | 어머니 : 양혜자, 딸 : 남예술                                        | 2022년 12월 3일                     |                            |
| 팝핀현준 & 박애리 | 부부   | 어머니 : 양혜자, 딸 : 남예술                                        | 2023년 7월 15일                     |                            |
| 팝핀현준 & 박애리 | 부부   | 어머니 : 양혜자, 딸 : 남예술                                        | 2023년 9월 23일                     |                            |
| 노지훈 & 이은혜   | 부부   | 아들 : 노이안                                                       | 2020년 7월 25일 ~ 2022년 1월 1일    |                            |
| 정성윤 & 김미려   | 부부   | 딸 : 정모아, 아들 : 정이온                                          | 2020년 12월 12일 ~ 2022년 1월 15일  |                            |
| 은혁              | 가족   | 아버지 : 故이강헌, 어머니 : 장덕분, 누나 : 이소라                   | 2021년 6월 19일 ~ 2022년 4월 16일   |                            |
| 윤다훈            | 가족   | 아내 : 남은정, 딸 : 남경민, 사위 : 윤진식                           | 2021년 11월 6일 ~ 2022년 5월 21일   | 기러기 아빠                |
| 윤다훈            | 가족   | 아내 : 남은정, 딸 : 남경민, 사위 : 윤진식                           | 2023년 1월 7일                      | 기러기 아빠                |
| 박준형 & 김지혜   | 부부   | 딸 : 박주니, 박혜이                                                 | 2022년 5월 28일                     | 특별 VCR 출연진            |
| 박준형 & 김지혜   | 부부   | 딸 : 박주니, 박혜이                                                 | 2023년 2월 25일                     | 특별 VCR 출연진            |
| 김봉곤 & 전혜란   | 부부   | 아들 : 김경민, 딸 : 김자한, 김도현, 김다현                          | 2021년 11월 20일 ~ 2022년 9월 24일  |                            |
| 김봉곤 & 전혜란   | 부부   | 아들 : 김경민, 딸 : 김자한, 김도현, 김다현                          | 2023년 9월 23일                     |                            |
| 최수종 & 하희라   | 부부   | 아들 : 최민서, 딸 : 최윤서                                          | 2022년 10월 8일                     | 특별 VCR 출연진            |
| 최민환 & 율희     | 이혼   | 아들 : 최재율, 딸 : 최아윤, 최아린                                  | 2018년 12월 5일 ~ 2020년 2월 26일   | 현재 이혼함                |
| 최민환 & 율희     | 이혼   | 아들 : 최재율, 딸 : 최아윤, 최아린                                  | 2020년 5월 16일                     | 현재 이혼함                |
| 최민환 & 율희     | 이혼   | 아들 : 최재율, 딸 : 최아윤, 최아린                                  | 2021년 3월 13일                     | 현재 이혼함                |
| 최민환 & 율희     | 이혼   | 아들 : 최재율, 딸 : 최아윤, 최아린                                  | 2021년 9월 25일 ~ 2022년 11월 19일  | 현재 이혼함                |
| 최양락 & 팽현숙   | 부부   | 딸 : 최윤아, 수양딸 : 유진, 아들 : 최혁                             | 2023년 2월 25일                     | 특별 VCR 출연진            |
| 조동혁            | 빈칸   | 없음                                                                | 2022년 10월 29일 ~ 2023년 3월 11일  |                            |
| 홍성흔 & 김정임   | 부부   | 딸 : 홍화리, 아들 : 홍화철                                          | 2021년 8월 21일 ~ 2023년 4월 8일    |                            |
| 윤남기 & 이다은   | 부부   | 딸 : 윤리은                                                         | 2023년 3월 18일 ~ 2023년 5월 6일    |                            |
| 정태우 & 장인희   | 부부   | 아들 : 정하준, 정하린                                               | 2022년 6월 25일 ~ 2023년 5월 13일   |                            |
| 강다니엘          | 빈칸   | 없음                                                                | 2023년 6월 24일 ~ 2023년 7월 1일    | 프로그램 1호 살림돌 출연   |
| 강다니엘          | 빈칸   | 없음                                                                | 2024년 9월 21일 ~ 2024년 10월 5일   | 프로그램 1호 살림돌 출연   |
| 김수찬            | 미혼   | 없음                                                                | 2023년 4월 22일 ~ 2023년 7월 29일   |                            |
| 이장군 & 이영희   | 부부   | 없음                                                                | 2023년 7월 29일 ~ 2023년 8월 26일   |                            |
| 정용화            | 빈칸   | 없음                                                                | 2023년 9월 16일                     | 프로그램 3호 살림돌 출연   |
| 캐스퍼            | 빈칸   | 없음                                                                | 2023년 7월 22일 ~ 2023년 10월 14일  | 프로그램 2호 살림돌 출연   |
| 故이희철          | 빈칸   | 없음                                                                | 2023년 8월 12일 ~ 2023년 11월 15일  | 2025년 사망                |
| 정혁              | 빈칸   | 없음                                                                | 2023년 8월 19일 ~ 2023년 12월 6일   |                            |
| 장혁 & 김여진     | 부부   | 아들 : 정재헌, 정승헌, 딸 : 정하겸                                  | 2023년 11월 22일 ~ 2023년 12월 27일 | 기러기 아빠                |
| 이천수 & 심하은   | 부부   | 딸 : 이주은, 이주율, 아들 : 이태강                                  | 2022년 2월 19일 ~ 2024년 2월 21일   |                            |
| 이효정 & 김미란   | 부부   | 딸 : 2명, 아들 : 이유진                                             | 2023년 11월 29일 ~ 2024년 2월 28일  |                            |
| 현진영 & 오서운   | 부부   | 없음                                                                | 2023년 3월 25일 ~ 2024년 2월 28일   |                            |
| 하이라이트        | 빈칸   | 없음                                                                | 2024년 3월 13일                     | 프로그램 4호 살림돌 출연   |
| 최경환 & 박여원   | 부부   | 아들 : 최리환, 최리찬, 최리호, 최리준, 최리엘                       | 2023년 11월 8일 ~ 2024년 4월 6일    |                            |
| 최대철 & 최윤경   | 부부   | 아들 : 최상문, 딸 : 최성은                                          | 2024년 4월 13일 ~ 2024년 4월 27일   |                            |
| 이태곤            | 빈칸   | 없음                                                                | 2024년 3월 20일 ~ 2024년 9월 14일   |                            |
| 은지원            | 진행자 | 없음                                                                | 2024년 11월 23일                    | 특별 VCR 출연              |
| 은지원            | 진행자 | 없음                                                                | 2025년 3월 8일                      | 특별 VCR 출연              |
| 은지원            | 진행자 | 없음                                                                | 4월 12일                            | 특별 VCR 출연              |
| 은지원            | 진행자 | 없음                                                                | 4월 19일                            | 특별 VCR 출연              |
| 은지원            | 진행자 | 없음                                                                | 5월 24일                            | 특별 VCR 출연              |
| 백지영            | 진행자 | 딸, 남편 : 정석원                                                   | 2024년 11월 23일                    | 특별 VCR 출연              |
| 백지영            | 진행자 | 딸, 남편 : 정석원                                                   | 12월 14일                           | 특별 VCR 출연              |
| 백지영            | 진행자 | 딸, 남편 : 정석원                                                   | 2025년 3월 8일                      | 특별 VCR 출연              |
| 백지영            | 진행자 | 딸, 남편 : 정석원                                                   | 4월 12일                            | 특별 VCR 출연              |
| 백지영            | 진행자 | 딸, 남편 : 정석원                                                   | 4월 19일                            | 특별 VCR 출연              |
| 추신수&하원미     | 부부   | 아들 : 추무빈, 추무건, 딸 : 추소희                                  | 2024년 1월 10일 ~ 2024년 1월 31일   |                            |
| 추신수&하원미     | 부부   | 아들 : 추무빈, 추무건, 딸 : 추소희                                  | 2024년 11월 2일 ~ 2024년 11월 9일   |                            |
| 류현진&배지현     | 부부   | 아들, 딸                                                            | 2024년 11월 30일 ~ 2024년 12월 28일 |                            |
| 송백경            |        |                                                                     | 2025년 3월 15일 ~ 2025년 3월 22일   | 추억 살림남 출연           |
| 김상혁            | 가족   | 어머니                                                              | 2025년 4월 5일                      | 추억 살림남 출연           |
| 김상혁            | 가족   | 어머니                                                              | 2025년 4월 19일 ~ 2025년 4월 26일   | 추억 살림남 출연           |
| 김상혁            | 가족   | 어머니                                                              | 2025년 5월 10일                     | 추억 살림남 출연           |
| 김상혁            | 가족   | 어머니                                                              | 2025년 6월 7일                      | 추억 살림남 출연           |
| 김상혁            | 가족   | 어머니                                                              | 2025년 7월 19일                     | 추억 살림남 출연           |
| 고지용 & 허양임   | 부부   | 자녀 : 아들                                                         | 2025년 5월 17일 ~ 2025년 5월 24일   | 추억 살림남 출연           |

## 편성 변경 및 결방 사유
2023년
- 9월 30일: 추석 연휴 및 《효심이네 각자도생》 방송으로 인한 결방.
- 10월 7일: 항저우 아시안 게임 야구, 남자 축구 중계방송 편성으로 인한 결방.

2024년
- 5월 25일: 《2024 KBS프리미어 김연자 더 글로리》 편성으로 인한 결방.
- 7월 27일 ~ 8월 10일: 2024 파리 하계 올림픽 중계방송으로 인한 결방.
- 12월 21일: 《2024 KBS 연예대상》 중계방송으로 인한 결방.

2025년
- 1월 11일: 《2024 KBS 연기대상》 녹화 실황 방송으로 인한 결방.

## 참고 사항
지난 2022년 9월 17일에 방송된 에피소드에선, 프로야구선수 출신 홍성흔의 아들 홍화철에게 포경 수술을 권유했고, 홍화철과 그의 친구들은 모두 수술을 받기로 결심했는데, 각 학부형들의 사전 동의 절차를 거친 후에 수술이 진행되었고, 포경 수술을 받는 아이들의 상반신 모습이 카메라에 담은 장면이 눈에 띄었다.
이런 와중에, 일부 시청자들은 본 방송에서 출연한 미성년자들의 포경 수술 장면에 대해서 수 많은 네티즌들을 우롱할 정도로 여러가지 의혹들이 제기되고 있었는데, 당시 KBS 시청자 상담실 홈페이지에선, 미성년자들의 포경수술 장면을 여과없이 방영한 것에 대한 수 많은 시청자들의 항의성 민원이 계속 끊임없이 이어지고 있었지만, 미성년자에 대한 엄연한 성학대에 해당되는 만큼, 사회적 질서를 위협할만한 수준에 가깝다라는 지적이 일고 있었다.
당시 본 프로그램의 편성 기획을 담당했던 KBS 예능본부의 박덕선 팀장의 인터뷰에서, "수 많은 시청자들의 주장과 항의에도 아랑곳하지 않고, 살림남 제작진이 방송을 준비하게 된 계기는 청소년기 자녀에게 올바른 성교육을 하고자 했던 홍성흔씨 부부의 진지한 고민에서 시작되었다. 가족 사이에서도 이야기를 꺼내는 것이 쉽지 않았던 자녀의 성교육과 포경 수술에 대해 진솔한 이야기를 나누고, 이를 통해 부모와 자녀가 서로를 이해하는 과정을 보여드리고 싶었다. 가족 간의 진지한 대화를 통해서 학생들 스스로 자발적으로 포경 수술이 필요하다는 판단 하에, 그 내용을 방송으로 보여드리는 것에도 가족은 전원 동의하였다. 이 과정은 한 달 간의 충분한 기간 동안 학생과 부모님이 함께 고민과 의논 끝에 결정한 내용이므로 본인들의 자발적인 의사결정이었다. 학생의 부모님도 이를 존중하여 촬영에 사전 합의하였으며, 모든 수술 장면의 촬영은 부모님의 참관 하에 이루어졌고, 출연 가족 모두 훈훈한 분위기에서 촬영을 마쳤다"라고 해명했다.

## 같이 보기
- 관찰 버라이어티

## 수상 경력

### 2018년
- 2018년 KBS 연예대상
  - 방송 작가상 : 심은하
  - 베스트 커플상 : 김언중, 백옥자
  - 베스트 엔터테이너상 : 최양락, 팽현숙
  - 버라이어티 부문 우수상 : 김승현

### 2019년
- 2019년 KBS 연예대상
  - 핫 이슈 예능인상 : 최민환 & 율희
  - 쇼·오락 부문 최우수상 : 김승현

### 2020년
- 2020년 KBS 연예대상
  - 리얼리티 부문 신인상 : 김일우
  - 베스트 커플상 : 최양락♥팽현숙, 윤주만♥김예린
  - 리얼리티 부문 최우수상 : 팝핀현준, 박애리

### 2021년
- 2021년 KBS 연예대상
  - 리얼리티 부문 신인상 : 홍성흔 가족
  - 공로상 : 최수종, 하희라
  - 베스트 팀워크상

### 2022년
- 2022년 KBS 연예대상
  - 리얼리티 부문 남자 신인상 : 정태우
  - 방송 작가상 : 권유경
  - 리얼리티 부문 남자 최우수상 : 이천수

### 2023년
- 2023년 KBS 연예대상
  - 베스트 엔터테이너상 : 강다니엘
  - 베스트 커플상 : 박준형♥김지혜
  - 올해의 예능인상 : 이천수

### 2024년
- 2024년 KBS 연예대상
  - 리얼리티 부문 신인상 : 박서진
  - 방송 작가상 : 이민주
  - 인기상 : 박영규
  - 베스트 커플상 : 은지원, 백지영